# شنون وودوارد
 شنون وودوارد (انگلیسی: Shannon Woodward؛ زادهٔ ۱۷ دسامبر ۱۹۸۴) یک هنرپیشه اهل ایالات متحده آمریکا است. وی از سال ۱۹۹۱ میلادی تاکنون مشغول فعالیت بوده‌است.
از فیلم‌ها یا برنامه‌های تلویزیونی که وی در آن نقش داشته است می‌توان به کیتی پری: بخشی از من، حجاب، مرد خانه، دنیای بزرگسالان، تمام شب و همچنین سریال دنیای غرب اشاره کرد.
در پنج فصل از سریال آمریکایی داستان زندگی هوپ نیز بازی کرده است.وی همچنین در بازی محبوب اخرین بازمانده از ما قسمت۲، ایفای نقش کرده است.